# Tarouca (freguesia)
Tarouca is een plaats (freguesia) in de Portugese gemeente Tarouca en telt 3416 inwoners (2001).